# Stammliste der Hohenzollern
Die nachfolgende Stammliste der Hohenzollern erhebt keinen Anspruch auf Vollständigkeit. Es wurde jedoch versucht, möglichst alle wichtigen Mitglieder aufzuführen.

Stammtafel der Hohenzollern
(Zum Vergrößern anklicken)

## Von Burkhard I. von Zollern bis Konrad I. von Nürnberg und Friedrich IV. von Zollern
1. Burkhard I. (Zollern) († 1061), Graf von Zollern
  1. Friedrich I. (Zollern) († 1125), genannt „Maute“, Graf von Zollern ⚭ Udilhild († um 1134), Tochter von Egino II., Graf von Urach
    1. Ulrich († 1135), Abt von Sankt Gallen
    2. Emma († nach 1152) ⚭ Hugo I. († 1152), Pfalzgraf von Tübingen
    3. NN Tochter ⚭ Werner I. († nach 1154), Graf von Homberg
    4. Egino († nach 1134)
    5. Adalbert († vor 1150), Mönch in Zwiefalten
    6. Burkhard II. (um 1096 – um 1154), Graf von Zollern-Hohenberg ⚭ Helmburgis von Schala-Burghausen († 1168); → Nachfahren siehe Haus Zollern-Hohenberg
    7. Luitgart († nach 1150), Nonne in Zwiefalten
    8. Friedrich II. (Zollern) († um 1142/45)
      1. Friedrich I. (Nürnberg) (um 1139; † um 1200), Burggraf von Nürnberg ⚭ Sophie († 1218), Tochter von Konrad II. von Raabs, Burggraf von Nürnberg
        1. Konrad I. (Nürnberg) (1186–1260/61), Burggraf von Nürnberg ⚭ Adelheid, Tochter von Heinrich III., Graf von Frontenhausen; → Nachfahren siehe unten, fränkische Linie
        2. Friedrich IV. (Zollern) (1188–1255), genannt „mit dem Löwen“, Burggraf von Nürnberg und Graf von Zollern ⚭ Elisabeth (1211–1255), Tochter von Friedrich, Graf von Abenberg; → Nachfahren siehe unten, schwäbische Linie
        3. Elisabeth († 1255) ⚭ Gebhard III. († 1244), Landgraf von Leuchtenburg

## Die fränkischen Hohenzollern

### Linie Hohenzollern-Nürnberg
1. Konrad I. (Nürnberg) (1186–1260/61), Burggraf von Nürnberg ⚭ Adelheid, Tochter von Heinrich III., Graf von Frontenhausen; → Vorfahren siehe oben
  1. Justine ⚭ Nikolaus I. († 1313/18), Herzog von Schlesien-Troppau
  2. Friedrich III. (Nürnberg) (1220–1297), Burggraf von Nürnberg ⚭ (I) Elisabeth (um 1225–1272), Tochter von Otto II., Herzog von Andechs-Meranien; ⚭ (II) Helene (1247–1309), Tochter von Herzog Albrecht I. (Sachsen) (um 1175–1260)
    1. (I) Johann († 1261/62)
    2. (I) Siegmund († 1261/62)
    3. (I) Maria († 1298) ⚭ Ludwig V. († 1313), Graf von Öttingen
    4. (I) Adelheid († 1306/07) ⚭ Heinrich II. († 1308), Graf von Castell
    5. (I) Elisabeth († vor 1288) ⚭ 1. Gottfried III. († 1290), Graf von Hohenlohe; ⚭ 2. Eberhard II. (1228–1284), Graf von Schlüsselberg
    6. (II) Johann I. (Nürnberg) (1278/80–1300), Burggraf von Nürnberg ⚭ Agnes (um 1277–1335), Tochter von Heinrich I., Landgraf von Hessen, gen. das Kind († 1298)
    7. (II) Anna ⚭ Emich I. von Nassau-Hadamar († 1334)
    8. (II) Friedrich IV. (Nürnberg) (1287–1332), Burggraf von Nürnberg ⚭ Margarethe von Kärnten († 1348)
      1. Konrad III. (V.), Burggraf († 1334) ⚭ Irmgard von Hohenlohe-Weikersheim, Tochter von Kraft II. von Hohenlohe-Weikersheim († 1344)
      2. Friedrich
      3. Johann II. (Nürnberg) (1309–1357), gen. der Erwerber, Burggraf von Nürnberg ⚭ Elisabeth von Henneberg-Schleusingen († 1377), Tochter von Berthold, Fürst von Henneberg-Schleusingen († 1340)
        1. Margarethe (um 1333–1377) ⚭ Stephan II. (Bayern) (1319–1375), gen. mit der Hafte, Herzog von Bayern-Landshut
        2. Elisabeth ⚭ (I) Heinrich, Graf von Schaumburg; ⚭ (II) Albrecht, Landgraf von Leuchtenberg
        3. Anna von Nürnberg († 1383), Äbtissin von Kloster Himmelkron
        4. Adelheid, Äbtissin von Kloster Birkenfeld
        5. Friedrich V. (Nürnberg) (1333–1398) ⚭ Elisabeth von Meißen (1329–1375), Tochter von Markgraf Friedrich II. (Meißen) (1310–1349)
          1. Beatrix (1355–1414) ⚭ Herzog Albrecht III. (Österreich) (1349–1395)
          2. Elisabeth von Hohenzollern-Nürnberg (1358–1411) ⚭ Ruprecht (HRR) (1352–1410), Kurfürst von der Pfalz, römisch-deutscher König
          3. Agnes von Nürnberg (1366–1432)
          4. Margarethe (1367–1406) ⚭ Hermann II., der Gelehrte (1341–1413), Landgraf von Hessen
          5. Johann III. (Nürnberg) (1369–1420), Burggraf von Nürnberg ⚭ Margarethe von Luxemburg-Böhmen (1373–1410), Tochter von Kaiser Karl IV. (HRR) (1316–1378)
            1. Elisabeth von Nürnberg (1391–1429) ⚭ Eberhard III. (Württemberg, Graf) (1364–1417), genannt „der Milde“

          6. Friedrich I. (Brandenburg) (1371–1440), Kurfürst von Brandenburg ⚭ Elisabeth von Bayern (1383–1442), Tochter von Friedrich (Bayern) (1339–1393), genannt „der Weise“; → Nachfahren siehe unten, Linie Hohenzollern-Brandenburg
          7. Veronika (* 1375) ⚭ Herzog Barnim VI. (Pommern) (~1365–1405)
          8. Anna (1375–1392)
          9. Katharina von Nürnberg (1375–1409), Äbtissin des Klarissenklosters in Hof

      4. Friedrich von Zollern († 1364/68), Bischof von Regensburg
      5. Margarethe (1317–1382) ⚭ Graf Adolf I. von Nassau-Wiesbaden (1307–1370)
      6. Berthold von Zollern (1320–1365), Bischof von Eichstätt
      7. Helena (1321–1374) ⚭ Graf Otto VIII. von Weimar-Orlamünde (1299–1354)
      8. Katharina (1323–1373) ⚭ Graf Eberhard I. (III.) von Wertheim (1310–1373)
      9. Anna († nach 1340) ⚭ Landgraf Ulrich I. von Leuchtenburg († 1334)
      10. Albrecht der Schöne († 1361), Burggraf von Nürnberg ⚭ Sophie von Henneberg († 1372)
        1. Margarethe (1359–1391) ⚭ Landgraf Balthasar von Thüringen (1336–1406), aus dem Hause Wettin
        2. Anna (1360–1413) ⚭ Swantibor III. (~1351–1413), Herzog von Pommern-Stettin

      11. Agnes († 1364) ⚭ (I) Graf Berthold VI. von Graisbach und Marstetten, genannt von Neuffen († 1342), ⚭ (II) Graf Albrecht II. von Werdenberg-Heiligenberg († um 1373)
        1. (I) Anna von Neuffen ⚭ Friedrich, der Weise, Herzog von Bayern-Landshut (um 1339–1393)

  3. Adelheid (um 1220–1304) ⚭ Rapoto III. von Ortenburg († 1248), Pfalzgraf von Bayern
  4. Konrad IV. (um 1220–1314), genannt „der Fromme“, Graf von Abenberg ⚭ Agnes (1270–1342), Tochter von Albrecht I., Graf von Hohenlohe-Speckfeld
    1. Friedrich († 1303), Deutsch-Ordensritter
    2. Konrad († 1304), Deutsch-Ordensritter
    3. Gottfried († 1318), Deutsch-Ordensritter
    4. Agnes († 1318) ⚭ (I) Konrad, Graf von Öttingen; (II) Friedrich, Graf von Truhendingen
    5. Lukardis (1302–1326) ⚭ Konrad II. (um 1275–1347), Edelfreier von Schlüsselberg
    6. 2 weitere Töchter

  5. Sophie ⚭ Markwart von Heydeck († 1278)

### Linie Hohenzollern-Brandenburg (von Albrecht Achilles bis Joachim Friedrich)
1. Friedrich I. (Brandenburg) (1371–1440), Kurfürst von Brandenburg ⚭ Elisabeth von Bayern (1383–1442), Tochter von Friedrich (Bayern) (1339–1393), gen. der Weise; → Vorfahren siehe oben, Linie Hohenzollern-Nürnberg
  1. Elisabeth von Brandenburg (1403–1449) ⚭ Herzog Ludwig II. (Liegnitz) (1384–1436)
  2. Cäcilie von Brandenburg (um 1405–1449) ⚭ Herzog Wilhelm I. (Braunschweig-Wolfenbüttel) (1392–1482), gen. der Siegreiche
  3. Johann (Brandenburg-Kulmbach) (1406–1464), gen. der Alchemist, Markgraf von Kulmbach-Bayreuth ⚭ Barbara von Sachsen-Wittenberg (1405–1465), Tochter von Kurfürst Rudolf III. (Sachsen-Wittenberg) (um 1373–1419)
    1. Barbara von Brandenburg (1422–1481) ⚭ Luigi III. Gonzaga von Mantua (1414–1478)
    2. Rudolf (1424)
    3. Elisabeth von Brandenburg (1425–1465) ⚭ Herzog Joachim von Brandenburg-Stettin (1424–1451)
    4. Dorothea von Brandenburg-Kulmbach (1430–1495) ⚭ König Christian I. (Dänemark, Norwegen und Schweden) (1426–1481)

  4. Margarete von Brandenburg (1410–1465) ⚭ Herzog Albrecht V Mecklenburg (1397–1423)
  5. Magdalena von Brandenburg (1412–1454) ⚭ Herzog Friedrich II. (Braunschweig-Lüneburg) (1418–1478), gen. der Fromme
  6. Friedrich II. (Brandenburg) (1413–1471), genannt „Eisenzahn“ ⚭ Katharina von Sachsen (1421–1476), Tochter von Kurfürst Friedrich I. (Sachsen) (1370–1428)
    1. Dorothea von Brandenburg (1446–1519) ⚭ Herzog Johann IV. (Sachsen-Lauenburg) (1439–1507)

  7. Albrecht Achilles (1414–1486) ⚭ (I) Margarete von Baden (1431–1457), Tochter von Jakob I. (Baden) (1407–1453); ⚭ (II) Anna von Sachsen (1437–1512), Tochter von Kurfürst Friedrich II. (Sachsen) (1412–1464)
    1. Ursula von Brandenburg (1450–1508) ⚭ Herzog Heinrich I. (Münsterberg-Oels) (1448–1498)
    2. Elisabeth von Brandenburg (1451–1524) ⚭ Eberhard II. (Württemberg, Herzog) (1447–1504)
    3. Margarete von Brandenburg (1453–1509), Äbtissin von Kloster Hof
    4. Johann Cicero (1455–1499), Kurfürst von Brandenburg ⚭ Margarete von Sachsen (1449–1501), Tochter von Herzog Wilhelm III. (Sachsen) (1425–1482)
      1. Joachim I. (Brandenburg) (1484–1535), genannt „Nestor“ ⚭ Elisabeth von Dänemark, Norwegen und Schweden (1485–1555), Tochter von König Johann I. (Dänemark, Norwegen und Schweden) (1455–1513)
        1. Joachim II. (Brandenburg) (1505–1571), genannt „Hektor“, ⚭ (I) Magdalene von Sachsen (1507–1534), Tochter von Georg der Bärtige (1471–1539), Herzog von Sachsen; ⚭ (II) Hedwig Jagiellonica (1513–1573), Tochter von König Sigismund I. (Polen) (1467–1548)
          1. (I) Johann Georg (Brandenburg) (1525–1598) ⚭ (I) Sophia von Liegnitz (1525–1546), Tochter von Herzog Friedrich II. (Liegnitz) (1480–1547); ⚭ (II) Sabina von Ansbach (1529–1575), Tochter von Georg (Brandenburg-Ansbach-Kulmbach) (1484–1543); ⚭ (III) Elisabeth von Anhalt (1563–1607), Tochter von Joachim Ernst (Anhalt) (1536–1586)
            1. (I) Joachim Friedrich (Brandenburg) (1546–1608) ⚭ (I) Katharina von Brandenburg-Küstrin (1549–1602), Tochter von Johann (Brandenburg-Küstrin) (1513–1571); ⚭ (II) Eleonore von Preußen (1583–1607), Tochter von Albrecht Friedrich von Preußen (1553–1618); → Nachfahren siehe unten, Linie Hohenzollern-Brandenburg
            2. (II) Georg Albrecht (1555–1557)
            3. (II) Erdmuthe von Brandenburg (1561–1623) ⚭ Herzog Johann Friedrich (Pommern) (1542–1600)
            4. (II) Anna Maria von Brandenburg (1567–1618) ⚭ Herzog Barnim X. von Pommern (1549–1603)
            5. (II) Sophie von Brandenburg (1568–1622) ⚭ Kurfürst Christian I. (Sachsen) (1560–1591)
            6. (III) Christian (Brandenburg-Bayreuth) (1581–1655) ⚭ Marie von Preußen (1579–1649), Tochter von Albrecht Friedrich von Preußen (1553–1618); → Nachfahren siehe unten, Linie Brandenburg-Bayreuth
            7. (III) Magdalena von Brandenburg (1582–1616) ⚭ Ludwig V. (Hessen-Darmstadt) (1577–1626)
            8. (III) Joachim Ernst (Brandenburg-Ansbach) (1583–1625) ⚭ Sophie von Solms-Laubach (1594–1651), Tochter von Graf Johann Georg I. von Solms-Laubach (1547–1600); → Nachfahren siehe unten, Linie Brandenburg-Ansbach
            9. (III) Agnes von Brandenburg (1584–1629)
            10. (III) Friedrich von Brandenburg (1588–1611), Herrenmeister des Johanniterordens
            11. (III) Elisabeth Sophie von Brandenburg (1589–1629) ⚭ (I) Janusz Radziwiłł (1579–1620); ⚭ (II) Herzog Julius Heinrich (Sachsen-Lauenburg) (1586–1665), kaiserl. Feldmarschall
            12. (III) Dorothea Sibylle von Brandenburg (1590–1625) ⚭ Herzog Johann Christian (Brieg) (1591–1639)
            13. (III) Georg Albrecht von Brandenburg (1591–1615)
            14. (III) Sigismund von Brandenburg (1592–1640)
            15. (III) Johann von Brandenburg (1597–1627)
            16. (III) Johann Georg von Brandenburg (1598–1637)

          2. (I) Barbara von Brandenburg (1527–1595) ⚭ Herzog Georg II. von Brieg (1523–1586)
          3. (I) Elisabeth (1528–1529)
          4. (I) Friedrich IV. von Brandenburg (1530–1552), Erzbischof von Magdeburg
          5. (I) Albrecht (1532)
          6. (I) Georg (1532)
          7. (I) Paul (1532)
          8. (II) Elisabeth Magdalene von Brandenburg (1537–1595) ⚭ Herzog Franz Otto (Braunschweig-Lüneburg) (1530–1559)
          9. (II) Sigismund von Brandenburg (1538–1566), Erzbischof von Magdeburg
          10. (II) Hedwig von Brandenburg (1540–1602) ⚭ Herzog Julius (Braunschweig-Wolfenbüttel) (1528–1589)
          11. (II) Sophie von Brandenburg (1541–1564) ⚭ Wilhelm von Rosenberg (1535–1592)

        2. Anna von Brandenburg (1507–1567) ⚭ Albrecht VII. (Mecklenburg) (1486–1547)
        3. Elisabeth von Brandenburg (1510–1558) ⚭ Herzog Erich I. (Braunschweig-Calenberg-Göttingen)
        4. Margareta von Brandenburg (1511–1577) ⚭ (I) Herzog Georg I. (Pommern) (1493–1531); ⚭ (II) Fürst Johann IV. (Anhalt) (1504–1551)
        5. Johann (Brandenburg-Küstrin) (1513–1571) ⚭ Katharina von Braunschweig (1518–1574), Tochter von Herzog Heinrich II. (Braunschweig-Wolfenbüttel) (1489–1568)
          1. Elisabeth von Brandenburg-Küstrin (1540–1578) ⚭ Georg Friedrich I. (Brandenburg-Ansbach-Kulmbach) (1539–1603)
          2. Katharina von Brandenburg-Küstrin (1549–1602) ⚭ Kurfürst Joachim Friedrich (Brandenburg) (1546–1608)

      2. Anna von Brandenburg (1487–1514) ⚭ König Friedrich I. (Dänemark und Norwegen) (1471–1533)
      3. Ursula von Brandenburg (1488–1510) ⚭ Herzog Heinrich V. (Mecklenburg) (1479–1552)
      4. Albrecht von Brandenburg (1490–1545), Kardinal, Erzbischof von Magdeburg und Mainz

    5. Friedrich II. (Brandenburg-Ansbach-Kulmbach) (1460–1536) ⚭ Sofia Jagiellonka (1464–1512), Tochter von Kasimir IV. Jagiełło (1427–1492), König von Polen
      1. Elisabeth (1480)
      2. Kasimir (Brandenburg-Kulmbach) (1481–1527) ⚭ Susanna von Bayern (1502–1543), Tochter von Herzog Albrecht IV. (Bayern) (1447–1508)
        1. Marie von Brandenburg-Kulmbach (1519–1567) ⚭ Kurfürst Friedrich III. (Pfalz) (1515–1576)
        2. Katharina (1520–1521)
        3. Albrecht Alcibiades von Brandenburg-Kulmbach (1522–1557)
        4. Kunigunde von Brandenburg-Kulmbach (1523–1558) ⚭ Markgraf Karl II. (Baden-Durlach) (1529–1577)
        5. Friedrich (1525)

      3. Margarete (1483–1532)
      4. Georg (Brandenburg-Ansbach-Kulmbach) (1484–1543) ⚭ (I) Beatrice de Frangepan (1480–1510), Tochter von Graf Bernát Frangepan von Veglia und Modruš († 1527); ⚭ (II) Hedwig von Münsterberg-Oels (1508–1531), Tochter von Herzog Karl I. (Münsterberg-Oels) (1476–1536); ⚭ (III) Aemilia von Sachsen (1516–1591), Tochter von Herzog Heinrich (Sachsen) (1473–1541)
        1. (II) Anna Maria von Brandenburg-Ansbach (1526–1589) ⚭ Herzog Christoph (Württemberg) (1515–1568)
        2. (II) Sabina von Brandenburg-Ansbach (1529–1575) ⚭ Kurfürst Johann Georg (Brandenburg) (1525–1598)
        3. (III) Sophie von Brandenburg-Ansbach (1535–1587) ⚭ Herzog Heinrich XI. (Liegnitz) (1539–1588)
        4. (III) Barbara (1536–1591)
        5. (III) Dorothea Katharina von Brandenburg-Ansbach (1538–1604) ⚭ Heinrich VI. von Plauen (1536–1572), Burggraf von Meißen
        6. (III) Georg Friedrich I. (Brandenburg-Ansbach-Kulmbach) (1539–1603)

      5. Sophie von Brandenburg-Ansbach-Kulmbach (1485–1537) ⚭ Herzog Friedrich II. (Liegnitz) (1480–1547)
      6. Anna von Brandenburg-Ansbach (1487–1539) ⚭ Herzog Wenzel II. (Teschen) (1488/96–1524)
      7. Barbara (1488–1490)
      8. Albrecht (Preußen) (1490–1568), Hochmeister des Deutschen Ordens, Herzog von Preußen
        1. Anna Sophia von Preußen (1527–1591) ⚭ Herzog Johann Albrecht I. (Mecklenburg) (1525–1576)
        2. Katharina (1528)
        3. Friedrich Albrecht (1529–1530)
        4. Lucia Dorothea (1531–1532)
        5. Lucia (1537–1539)
        6. Albrecht (1539)
        7. Elisabeth (1551–1596)
        8. Albrecht Friedrich (Preußen) (1553–1618) ⚭ Marie Eleonore von Jülich-Kleve-Berg (1550–1608), Tochter von Herzog Wilhelm (Jülich-Kleve-Berg) (1516–1592), genannt „der Reiche“
          1. Anna von Preußen und Jülich-Kleve-Berg (1576–1625) ⚭ Kurfürst Johann Sigismund (1572–1620)
          2. Marie von Preußen (1579–1649) ⚭ Markgraf Christian (Brandenburg-Bayreuth) (1581–1655)
          3. Albrecht Friedrich (1580)
          4. Sophie (1582–1610) ⚭ Wilhelm von Kettler (1574–1640), Herzog von Kurland
          5. Eleonore von Preußen (1583–1607) ⚭ Kurfürst Joachim Friedrich (Brandenburg) (1546–1608)
          6. Wilhelm Friedrich (1585–1586)
          7. Magdalena Sibylle von Preußen (1586–1659) ⚭ Kurfürst Johann Georg I. (Sachsen) (1585–1656)

      9. Friedrich (1491–1497)
      10. Johann von Brandenburg-Ansbach-Kulmbach (1493–1525) ⚭ Germaine de Foix (1488/90–1536), Tochter von Johann (Étampes) (nach 1450–1500)
      11. Elisabeth von Brandenburg-Ansbach-Kulmbach (1494–1518) ⚭ Markgraf Ernst (Baden-Durlach) (1482–1553)
      12. Barbara von Brandenburg-Ansbach-Kulmbach (1495–1552) ⚭ Landgraf Georg III. (Leuchtenberg) (1502–1555)
      13. Friedrich von Brandenburg-Ansbach (1497–1536), Dompropst in Würzburg
      14. Wilhelm von Brandenburg (1498–1563), Erzbischof von Riga
      15. Johann Albrecht von Brandenburg-Ansbach (1499–1550), Erzbischof von Magdeburg
      16. Friedrich Albrecht (1501–1504)
      17. Gumpert von Brandenburg (1503–1528), Bamberger Domherr, päpstlicher Gesandter

    6. Amalie von Brandenburg (1461–1481) ⚭ Herzog Kaspar (Pfalz-Zweibrücken) (1458–1527)
    7. Barbara von Brandenburg (1464–1515) ⚭ Herzog Heinrich XI. (Glogau) (1429/35–1476)
    8. Sibylle von Brandenburg (1467–1524) ⚭ Herzog Wilhelm III. von Jülich-Berg (1454/55–1511)
    9. Siegmund (Brandenburg-Kulmbach) (1468–1495)
    10. Dorothea von Brandenburg (1471–1520), Äbtissin in Bamberg
    11. Elisabeth von Brandenburg (1474–1507) ⚭ Graf Hermann VIII. von Henneberg-Aschach (1470–1535)
    12. Anastasia von Brandenburg (1478–1534) ⚭ Graf Wilhelm VII. von Henneberg-Schleusingen (1478–1559)

  8. Dorothea von Brandenburg (1420–1491) ⚭ Herzog Heinrich IV. (Mecklenburg) [-Schwerin] (1417–1477), gen. der Dicke
  9. Friedrich der Jüngere (Brandenburg), genannt „der Fette“ (1422 oder 1424–1463) ⚭ Agnes von Pommern-Wolgast (1434–1512), Tochter von Herzog Barnim VIII. (Pommern) (1405/07–1451)
    1. Magdalena von Brandenburg (1460–1496) ⚭ Graf Eitel Friedrich II. (Hohenzollern) (1452–1512)

#### Linie Hohenzollern-Brandenburg (von Joachim Friedrich bis Friedrich I. in Preußen)
1. Joachim Friedrich (Brandenburg) (1546–1608) ⚭ (I) Katharina von Brandenburg-Küstrin (1549–1602), Tochter von Johann (Brandenburg-Küstrin) (1513–1571); ⚭ (II) Eleonore von Preußen (1583–1607), Tochter von Albrecht Friedrich von Preußen (1553–1618); → Vorfahren siehe oben, Linie Hohenzollern-Brandenburg
  1. (I) Johann Sigismund (Brandenburg) (1572–1620) ⚭ Anna von Preußen und Jülich-Kleve-Berg (1576–1625), Tochter von Herzog Albrecht Friedrich von Preußen (1553–1618)
    1. Georg Wilhelm (Brandenburg) (1595–1640) ⚭ Elisabeth Charlotte von der Pfalz (1597–1660), Tochter von Friedrich IV. (Pfalz) (1574–1610)
      1. Luise Charlotte von Brandenburg (1617–1676) ⚭ Jakob Kettler (1610–1682), Herzog von Kurland
      2. Friedrich Wilhelm (Brandenburg) (1620–1688), „der Große Kurfürst“ ⚭ (I) Luise Henriette von Oranien (1627–1667), Tochter von Friedrich Heinrich (Oranien) (1584–1647); ⚭ (II) Dorothea von Schleswig-Holstein-Sonderburg-Glücksburg (1636–1689), Tochter von Philipp (Schleswig-Holstein-Sonderburg-Glücksburg) (1584–1663)
        1. (I) Wilhelm Heinrich (1648–1649)
        2. (I) Karl Emil von Brandenburg (1655–1674)
        3. (I) Friedrich I. (Preußen) (1657–1713), König in Preußen ⚭ (I) Elisabeth Henriette von Hessen-Kassel; ⚭ (II) Sophie Charlotte von Hannover; ⚭ (III) Sophie Luise von Mecklenburg-Schwerin; → Nachfahren siehe unten, Linie Brandenburg-Preußen
        4. (I) Amalia (1664–1665)
        5. (I) Heinrich (1664)
        6. (I) Ludwig von Brandenburg (1666–1687) ⚭ Luise Charlotte Radziwill (1667–1695), Tochter von Fürst Bogusław Radziwiłł (1620–1669)
        7. (II) Philipp Wilhelm (Brandenburg-Schwedt) (1669–1711) ⚭ Johanna Charlotte von Anhalt-Dessau (1682–1750), Tochter von Johann Georg II. (Anhalt-Dessau) (1627–1693) – Brandenburg-Schwedt
          1. Friedrich Wilhelm (Brandenburg-Schwedt) (1700–1771) ⚭ Sophie Dorothea Marie von Preußen (1719–1765), Tochter von Friedrich Wilhelm I. (Preußen) (1688–1740)
            1. Friederike Dorothea Sophia von Brandenburg-Schwedt (1736–1798) ⚭ Herzog Friedrich Eugen (Württemberg) (1732–1797)
            2. Anna Elisabeth Luise von Brandenburg-Schwedt (1738–1820) ⚭ August Ferdinand von Preußen (1730–1813)
            3. Georg Philipp (1741–1742)
            4. Philippine von Brandenburg-Schwedt (1745–1800) ⚭ Landgraf Friedrich II. (Hessen-Kassel) (1720–1785)
            5. Georg Philipp (1749–1751)

          2. Henriette Marie von Brandenburg-Schwedt (1702–1782) ⚭ Prinz Friedrich Ludwig von Württemberg (1698–1731), Sohn von Herzog Eberhard Ludwig (Württemberg) (1676–1733)
          3. Friedrich Heinrich (Brandenburg-Schwedt) (1709–1788) ⚭ Leopoldine Marie von Anhalt-Dessau (1716–1782), Tochter von Leopold I. (Anhalt-Dessau) (1676–1747)
            1. Friederike Charlotte von Brandenburg-Schwedt (1745–1808), Äbtissin in Herford
            2. Luise von Brandenburg-Schwedt (1750–1811) ⚭ Herzog Leopold III. (Anhalt-Dessau) (1740–1817)

        8. (II) Maria Amalia von Brandenburg (1670–1739) ⚭ (I) Herzog Karl von Mecklenburg-Güstrow (1664–1688), Sohn von Gustav Adolf (Mecklenburg) (1633–1695); ⚭ (II) Moritz Wilhelm (Sachsen-Zeitz) (1664–1718)
        9. (II) Albrecht Friedrich von Brandenburg-Schwedt (1672–1731) ⚭ Marie Dorothea von Kurland (1684–1743), Tochter von Friedrich Kasimir Kettler (1650–1698), Herzog von Kurland
          1. Friedrich Karl Albrecht (1704–1707)
          2. Karl Friedrich Albrecht (Brandenburg-Schwedt) (1705–1762)
          3. Anna Sophie Charlotte (1706–1775) ⚭ Wilhelm Heinrich (Sachsen-Eisenach) (1691–1741)
          4. Luise Wilhelmine (1709–1726)
          5. Friedrich (1710–1741)
          6. Albertine von Brandenburg-Schwedt (1712–1750) ⚭ Viktor II. Friedrich (Anhalt-Bernburg) (1700–1765)

        10. (II) Karl Philipp von Brandenburg (1673–1695) ⚭ Katharina von Balbiano (1670–1719)
        11. (II) Elisabeth Sophie von Brandenburg (1674–1748) ⚭ (I) Friedrich II. Kasimir Kettler (1650–1698), Herzog von Kurland; ⚭ (II) Markgraf Christian Ernst (Brandenburg-Bayreuth) (1644–1712), Generalfeldmarschall; ⚭ (III) Herzog Ernst Ludwig I. (Sachsen-Meiningen) (1672–1724)
        12. (II) Dorothea (1675–1676)
        13. (II) Christian Ludwig von Brandenburg-Schwedt (1677–1734)
        14. (II) Maria Amalia

      3. Hedwig Sophie von Brandenburg (1623–1683) ⚭ Landgraf Wilhelm VI. (Hessen-Kassel) (1629–1663)
      4. Johann Sigismund (1624)

    2. Anna Sophia von Brandenburg ⚭ Herzog Friedrich Ulrich (Braunschweig-Wolfenbüttel) (1591–1634)
    3. Maria Eleonora von Brandenburg (1599–1655) ⚭ König Gustav II. Adolf (Schweden) (1594–1632)
    4. Katharina von Brandenburg (1602–1644) ⚭ (I) Gábor Bethlen (um 1580–1629), Fürst von Siebenbürgen; ⚭ (II) Herzog Franz Karl von Sachsen-Lauenburg (1594–1660), Sohn von Herzog Franz II. (Sachsen-Lauenburg) (1547–1619)
    5. Joachim Sigismund von Brandenburg (1603–1625), Großmeister des Johanniterordens
    6. Agnes (1606–1607)
    7. Johann Friedrich (1607–1608)
    8. Albrecht Christian (1609)

  2. (I) Anna Katharina von Brandenburg (1575–1612) ⚭ König Christian IV. (Dänemark und Norwegen) (1577–1648)
  3. (I) Johann Georg (Brandenburg-Jägerndorf) (1577–1624), Herzog von Jägerndorf ⚭ Eva Christine von Württemberg (1590–1657), Tochter von Friedrich I. (Württemberg) (1557–1608)
    1. Katharine Sibylle (1611–1612),
    2. Georg (1613–1614),
    3. Albrecht (1614–1620),
    4. Katharina Sibylle (1615)
    5. Ernst von Brandenburg (1617–1642), 1641 Statthalter in der Kurmark

  4. (I) August von Brandenburg (1580–1601)
  5. (I) Albert Friedrich von Brandenburg (1582–1600)
  6. (I) Joachim von Brandenburg (1583–1600)
  7. (I) Ernst (Brandenburg) (1583–1613)
  8. (I) Barbara Sophia von Brandenburg (1584–1636) ⚭ Johann Friedrich (Württemberg) (1582–1628)
  9. (I) Christian Wilhelm von Brandenburg (1587–1665), Administrator von Magdeburg
    1. Sophie Elisabeth von Brandenburg (1616–1650) ⚭ Friedrich Wilhelm II. (Sachsen-Altenburg) (1603–1669)

  10. (II) Marie Eleonore von Brandenburg (1607–1675) ⚭ Pfalzgraf Ludwig Philipp (Pfalz-Simmern) (1602–1655)

##### Linie Brandenburg-Preußen (von Friedrich I. bis Wilhelm II.)
1. Friedrich I. (Preußen) (1657–1713), König in Preußen ⚭ (I) Elisabeth Henriette von Hessen-Kassel; ⚭ (II) Sophie Charlotte von Hannover; ⚭ (III) Sophie Luise von Mecklenburg-Schwerin; → Vorfahren siehe oben, Linie Hohenzollern-Brandenburg
  1. (I) Luise von Brandenburg (1680–1705) ⚭ König Friedrich (Schweden) (1676–1751)
  2. (II) Friedrich August (1685–1686)
  3. (II) Friedrich Wilhelm I. (Preußen) (1688–1740) ⚭ Sophie Dorothea von Hannover (1687–1757), Tochter von König Georg I. (Großbritannien) (1660–1727)
    1. Friedrich Ludwig (1707–1708)
    2. Wilhelmine von Preußen (1709–1758) ⚭ Markgraf Friedrich III. (Brandenburg-Bayreuth) (1711–1763)
    3. Friedrich Wilhelm (1710–1711)
    4. Friedrich II. (Preußen) (1712–1786) ⚭ Elisabeth Christine von Braunschweig-Wolfenbüttel-Bevern (1715–1797), Tochter von Herzog Ferdinand Albrecht II. (Braunschweig-Wolfenbüttel) (1680–1735)
    5. Friederike Luise von Ansbach (1714–1784) ⚭ Karl Wilhelm Friedrich (Brandenburg-Ansbach) (1712–1757)
    6. Philippine Charlotte von Preußen (1716–1801) ⚭ Herzog Karl I. (Braunschweig-Wolfenbüttel) (1713–1780)
    7. Sophie Dorothea Marie von Preußen (1719–1765) ⚭ Friedrich Wilhelm (Brandenburg-Schwedt) (1700–1771)
    8. Luise Ulrike von Preußen (1720–1782) ⚭ König Adolf Friedrich (Schweden) (1710–1771)
    9. August Wilhelm von Preußen (1722–1758) ⚭ Luise Amalie von Braunschweig-Wolfenbüttel (1722–1780), Tochter von Herzog Ferdinand Albrecht II. (Braunschweig-Wolfenbüttel) (1680–1735)
      1. Friedrich Wilhelm II. (Preußen) (1744–1797) ⚭ (I) Elisabeth Christine Ulrike von Braunschweig-Wolfenbüttel (1746–1840), Tochter von Herzog Karl I. (Braunschweig-Wolfenbüttel) (1713–1780); ⚭ (II) Friederike Luise von Hessen-Darmstadt (1751–1805), Tochter des Landgrafen Ludwig IX. (Hessen-Darmstadt) (1719–1790)
        1. (I) Friederike von Preußen (1767–1820) ⚭ Frederick Augustus, Duke of York and Albany (1763–1827)
        2. (II) Friedrich Wilhelm III. (Preußen) (1770–1840) ⚭ Luise von Mecklenburg-Strelitz (1776–1810), Tochter von Großherzog Karl II. (Mecklenburg) (1741–1816)
          1. (Tochter) (1794)
          2. Friedrich Wilhelm IV. (1795–1861) ⚭ Elisabeth Ludovika von Bayern (1801–1873), Tochter von König Maximilian I. Joseph (Bayern) (1756–1825)
          3. Wilhelm I. (Deutsches Reich) (1797–1888) ⚭ Augusta von Sachsen-Weimar-Eisenach (1811–1890), Tochter von Großherzog Karl Friedrich (Sachsen-Weimar-Eisenach) (1783–1853)
            1. Friedrich III. (Deutsches Reich) (1831–1888) ⚭ Victoria von Großbritannien und Irland (1840–1901), gen. Kaiserin Friedrich, Tochter von Albert von Sachsen-Coburg und Gotha (1819–1861)
              1. Wilhelm II. (Deutsches Reich) (1859–1941) ⚭ Auguste Viktoria von Schleswig-Holstein-Sonderburg-Augustenburg (1858–1921), Tochter von Herzog Friedrich VIII. von Schleswig-Holstein (1829–1880); → Nachfahren siehe unten, Linie Brandenburg-Preußen
              2. Charlotte von Preußen (1860–1919) ⚭ Herzog Bernhard III. (Sachsen-Meiningen) (1851–1928)
              3. Heinrich von Preußen (1862–1929) ⚭ Irene von Hessen-Darmstadt (1866–1953), Tochter von Großherzog Ludwig IV. (Hessen-Darmstadt) (1837–1892)
                1. Waldemar von Preußen (1889–1945) ⚭ Calixta Agnes zur Lippe-Biesterfeld (1895–1982), Tochter von Prinz Friedrich Wilhelm zur Lippe (1858–1914)
                2. Sigismund von Preußen (1896–1978) ⚭ Charlotte Agnes von Sachsen-Altenburg (1899–1989), Tochter von Ernst II. (Sachsen-Altenburg) (1871–1955)
                  1. Barbara (1920–1994) ⚭ Christian Ludwig Herzog zu Mecklenburg (1912–1996)
                  2. Alfred (1924–2013) ⚭ Maritza Farkas (1929–1996)

                3. Heinrich Viktor Ludwig Friedrich (1900–1904)

              4. Franz Friedrich Sigismund von Preußen (1864–1866)
              5. Viktoria von Preußen (1866–1929) ⚭ (I) Prinz Adolf zu Schaumburg-Lippe (1859–1916); ⚭ (II) Alexander Zoubkoff (1901–1936)
              6. Joachim Friedrich Ernst Waldemar von Preußen (1868–1879)
              7. Sophie Dorothea Ulrike Alice von Preußen (1870–1932) ⚭ König Konstantin I. (Griechenland) (1868–1923)
              8. Margarethe von Preußen (1872–1954) ⚭ Friedrich Karl von Hessen (1868–1940)

            2. Luise Marie Elisabeth von Preußen (1838–1923) ⚭ Friedrich I. (Baden, Großherzog) (1826–1907)

          4. Charlotte von Preußen (1798–1860) ⚭ Zar Nikolaus I. (Russland) (1796–1855)
          5. Friederike (1799–1800)
          6. Carl von Preußen (1801–1883) ⚭ Marie von Sachsen-Weimar-Eisenach (1808–1877), Tochter von Karl Friedrich (Sachsen-Weimar-Eisenach) (1783–1853)
            1. Friedrich Karl von Preußen (1828–1885) ⚭ Maria Anna von Anhalt-Dessau (1837–1906), Tochter von Leopold IV. (Anhalt-Dessau) (1794–1871)
              1. Marie von Preußen (1855–1888) ⚭ (I) Heinrich von Oranien-Nassau (1820–1879), Gouverneur von Luxemburg; ⚭ (II) Prinz Albert von Sachsen-Altenburg (1843–1902)
              2. Elisabeth Anna von Preußen (1857–1895) ⚭ Erbgroßherzog Friedrich August (Oldenburg) (1852–1931)
              3. Luise Margareta von Preußen (1860–1917) ⚭ Arthur, 1. Duke of Connaught and Strathearn (1850–1942)
              4. Friedrich Leopold von Preußen (1865–1931) ⚭ Louise Sophie von Schleswig-Holstein-Sonderburg-Augustenburg (1866–1952), Tochter von Friedrich VIII. von Schleswig-Holstein (1829–1880)
                1. Viktoria Margarete (1890–1923) ⚭ Prinz Heinrich XXXIII. Reuß zu Köstritz (1879–1942)
                2. Friedrich Sigismund von Preußen (1891–1927), als Reiter verunglückt ⚭ Marie Luise zu Schaumburg-Lippe (1897–1938), Tochter von Friedrich zu Schaumburg-Lippe (1868–1945)
                  1. Luise Viktoria (1917–2009)
                  2. Friedrich Karl von Preußen (1919–2006)

                3. Friedrich Karl von Preußen (1893–1917), gefallen
                4. Friedrich Leopold von Preußen (1895–1959)

            2. Luise (1829–1901) ⚭ Alexis (Hessen-Philippsthal-Barchfeld) (1829–1905)
            3. Anna von Preußen (1836–1918) ⚭ Prinz Friedrich Wilhelm von Hessen (1820–1884)

          7. Alexandrine von Preußen (1803–1892) ⚭ Großherzog Paul Friedrich (Mecklenburg) (1800–1842)
          8. Ferdinand (1804–1806)
          9. Luise Auguste von Preußen (1808–1870) ⚭ Prinz Wilhelm Friedrich Karl von Oranien-Nassau (1797–1881)
          10. Albrecht von Preußen (1809–1872) ⚭ (I) Marianne von Oranien-Nassau (1810–1883), Tochter von König Wilhelm I. (Niederlande) (1772–1843); ⚭ (II) Rosalie von Rauch (1820–1879)
            1. Charlotte von Preußen (1831–1855) ⚭ Herzog Georg II. (Sachsen-Meiningen) (1826–1914)
            2. Sohn (1832)
            3. Albrecht von Preußen (1837–1906), Großmeister der preußischen Johanniter ⚭ Marie von Sachsen-Altenburg (1854–1898), Tochter von Herzog Ernst I. (Sachsen-Altenburg) (1826–1908)
              1. Friedrich Heinrich Prinz von Preußen (1874–1940)
              2. Joachim Albrecht Prinz von Preußen (1876–1939) ⚭ (II) Maria Sulzer (1872–1919); ⚭ (II) Caroline Stockhammer (1891–1952)
              3. Friedrich Wilhelm Prinz von Preußen (Politiker) (1880–1925) ⚭ Agathe von Ratibor und Corvey (1888–1960), Tochter von Herzog Victor II. Amadeus von Ratibor (1847–1923)
                1. Marie Therese (1911–2005) ⚭ Rudolf Hug (1885–1972)
                2. Luise Henriette (1912–1973) ⚭ Wilhelm Schmalz (1901–1983)
                3. Marianne (1913–1983) ⚭ Wilhelm von Hessen-Philippsthal-Barchfeld (1905–1942), gefallen
                4. Elisabeth (1919–1961) ⚭ Heinz Mees (1918–1994)

            4. Elisabeth (1840)
            5. Alexandrine von Preußen (1842–1906) ⚭ Herzog Wilhelm zu Mecklenburg (1827–1879), General der Kavallerie

        3. (II) Christine (1772–1773)
        4. (II) Friedrich Ludwig Karl von Preußen (1773–1796), genannt „Louis“ ⚭ Friederike zu Mecklenburg[-Strelitz] (1778–1841), Tochter von Großherzog Karl II. (Mecklenburg) (1741–1816)
          1. Friedrich Wilhelm Ludwig von Preußen (1794–1863) ⚭ Wilhelmine Louise von Anhalt-Bernburg (1799–1882), Tochter von Alexius Friedrich Christian (Anhalt-Bernburg) (1767–1834)
            1. Alexander von Preußen (1820–1896)
            2. Georg von Preußen (1826–1902)

          2. Friedrich Wilhelm Karl Georg (1795–1798)
          3. Friederike von Preußen (1796–1850) ⚭ Herzog Leopold IV. (Anhalt-Dessau) (1794–1871)

        5. (II) Friederike Luise Wilhelmine von Preußen (1774–1837) ⚭ König Wilhelm I. (Niederlande) (1772–1843)
        6. (II) Auguste Christine Friederike von Preußen (1780–1841) ⚭ Kurfürst Wilhelm II. (Hessen-Kassel) (1777–1847)
        7. (II) Heinrich von Preußen (1781–1846), Großmeister der preußischen Johanniter
        8. (II) Wilhelm von Preußen (1783–1851) ⚭ Maria Anna Amalie von Hessen-Homburg (1785–1846), Tochter von Landgraf Friedrich V. (Hessen-Homburg) (1748–1820)
          1. Amalie (1805–1806)
          2. Irene (1806)
          3. Adalbert von Preußen (1811–1873) ⚭ Therese Elßler (1808–1878), genannt „Frau von Barnim“
          4. Elisabeth von Preußen ⚭ Karl Wilhelm Ludwig von Hessen (1809–1877)
          5. Waldemar von Preußen (1817–1849)
          6. Marie Friederike Franziska Hedwig von Preußen (1825–1889) ⚭ Maximilian II. Joseph (1811–1864)

      2. Heinrich von Preußen (1747–1767)
      3. Wilhelmine von Preußen (1751–1820) ⚭ Wilhelm V. (Oranien) (1748–1806), Statthalter der Niederlande
      4. Georg Karl Emil (1758–1759)

    10. Amalie von Preußen (1723–1787)
    11. Heinrich von Preußen (1726–1802) ⚭ Wilhelmine von Hessen-Kassel (1726–1808), Tochter von Prinz Maximilian von Hessen-Kassel (1689–1753)
    12. August Ferdinand von Preußen (1730–1813) ⚭ Anna Elisabeth Luise von Brandenburg-Schwedt (1738–1820), Tochter von Friedrich Wilhelm (Brandenburg-Schwedt) (1700–1771)
      1. Friederike Elisabeth Dorothea Henriette Amalie (1761–1773)
      2. Friedrich Heinrich Emil Carl (1769–1773)
      3. Luise Friederike von Preußen (1770–1836) ⚭ Fürst Anton Radziwiłł (1775–1833)
      4. Heinrich Friedrich Carl Ludwig (1771–1790)
      5. Louis Ferdinand von Preußen (1772–1806), „Prinz Louis Ferdinand“
      6. Friedrich Paul Heinrich August (1776)
      7. August von Preußen (1779–1843)

###### Linie Brandenburg-Preußen (von Wilhelm II. an)
1. Wilhelm II. (Deutsches Reich) (1859–1941) ⚭ Auguste Viktoria von Schleswig-Holstein-Sonderburg-Augustenburg (1858–1921), Tochter von Herzog Friedrich VIII. von Schleswig-Holstein (1829–1880); → Vorfahren siehe oben, Linie Brandenburg-Preußen
  1. Wilhelm von Preußen (1882–1951) ⚭ Cecilie von Mecklenburg-Schwerin (1886–1954), Tochter von Großherzog Friedrich Franz III. (Mecklenburg) (1851–1897)
    1. Wilhelm von Preußen (1906–1940), gefallen ⚭ Dorothea von Salviati (1907–1972)
      1. Felicitas (1934–2009) ⚭ (I) Dinnies von der Osten (1929–1989); ⚭ (II) Jörg von Nostitz-Wallwitz (* 1937)
      2. Christa (* 1936) ⚭ Peter Liebes (1926–1967)

    2. Louis Ferdinand von Preußen (1907–1994) ⚭ Kira Kirillowna Romanowa (1909–1967), Tochter von Großfürst Kyrill Wladimirowitsch Romanow (1876–1938)
      1. Friedrich Wilhelm (1939–2015) ⚭ (I) Waltraud Freydag (1940–2010); ⚭ (II) Ehrengard Insea Elisabeth von Reden (* 1943); ⚭ (III) Sibylle Kretschmer (* 1952)
        1. Philip Kiril von Preußen (* 1968) ⚭ Anna Christine Soltau (* 1968)
          1. Paul Wilhelm (* 1995)
          2. Maria Luise (* 1997)
          3. Elisabeth Christine (* 1998)
          4. Anna Sophie (* 2001)
          5. Johanna Amalie (* 2002)
          6. Timotheus Friedrich (* 2005)

        2. ²Friedrich Wilhelm (* 1979)
        3. ²Viktoria Luise (* 1982) ⚭ Ferdinand Prinz zu Leiningen (* 1982)
        4. ²Joachim Albrecht (* 1984) ⚭ Angelina zu Solms-Laubach (* 1983)
          1. Georgina (* 2018)

      2. Michael Prinz von Preußen (1940–2014) ⚭ (I) Jutta Jörn (* 1943); ⚭ (II) Brigitta Dallwitz-Wegner (1939–2016)
        1. Micaela (* 1967) ⚭ Jürgen Wessoly (* 1961)
          1. Maximilian (* 2000)
          2. Marie Charlotte (* 2001)

        2. Nataly (* 1970)

      3. Marie-Cécile (* 1942)
      4. Kira von Preußen (1943–2004) ⚭ 1973 Thomas Frank Liepsner (gesch. 1984)
        1. Kira Marina (* 1977)

      5. Louis Ferdinand Prinz von Preußen (1944–1977) ⚭ Donata zu Castell-Rüdenhausen (1950–2015)
        1. Georg Friedrich Prinz von Preußen (* 1976) ⚭ Sophie Prinzessin von Isenburg (* 1978)
          1. Carl Friedrich (* 2013)
          2. Louis Ferdinand (* 2013)
          3. Emma Marie (* 2015)
          4. Heinrich (* 2016)

        2. Cornelie-Cécilie (* 1978)

      6. Christian-Sigismund (* 1946) ⚭ Nina Gräfin zu Reventlow
        1. Christian Ludwig (* 1986)
        2. Irina (* 1988)

      7. Xenia (1949–1992)

    3. Hubertus von Preußen (1909–1950) ⚭ (I) Maria Anna Freiin von Humboldt-Dachroeden (1916–2003); ⚭ (II) Magdalene Prinzessin Reuß (1920–2009)
      1. Anastasia (* 1944) ⚭ Alois Konstantin Fürst zu Löwenstein-Wertheim-Rosenberg (* 1941)
      2. Marie Christine (1947–1966)

    4. Friedrich von Preußen (1911–1966) ⚭ Lady Brigid Guinness (1920–1995)
      1. Friedrich Nikolas (* 1946) ⚭ Victoria Lucinda Mancroft (* 1952)
        1. Beatrice Viktoria (* 1981)
        2. Florence Jessica (* 1983)
        3. Viktoria Augusta (* 1986)
        4. Frederick Nicholas (* 1990)

      2. Andreas (* 1947) ⚭ Alexandra Blahova (* 1947)
        1. Tatiana Brigid (* 1980)
        2. Frederick Alexander (* 1984)

      3. Victoria (* 1952) ⚭ Philippe Alphonse Achache (* 1948)
      4. Antonia (* 1955) ⚭ Charles Wellesley, 9. Duke of Wellington (* 1945)
      5. Rupert (* 1955) ⚭ Ziba Rastegar (* 1954)
        1. Brigid Elisabeth (* 1983)
        2. Astrid Katherine (* 1985)

    5. Alexandrine Irene Prinzessin von Preußen (1915–1980)
    6. Cecilie von Preußen (1917–1975) ⚭ Clyde Kenneth Harris (1918–1958)
      1. Kira Alexandrine Brigid Cecilie Ingrid Harris (1954) ⚭ 1982–1994 John Mitchell Johnson (1951)

  2. Eitel Friedrich von Preußen (1883–1942), 34. Herrenmeister des Johanniterordens ⚭ Sophie Charlotte von Oldenburg (1879–1964), Tochter von Großherzog Friedrich August (1852–1931) und Elisabeth Anna von Preußen (1857–1895)
  3. Adalbert von Preußen (1884–1948) ⚭ Adelheid von Sachsen-Meiningen (1891–1971), Tochter von Friedrich von Sachsen-Meiningen (1861–1914)
    1. Viktoria Marina (1915)
    2. Viktoria Marina (1917–1981) ⚭ Kirby William Patterson (1907–1984)
    3. Wilhelm Viktor (1919–1989) ⚭ Marie Antoinette Gräfin Hoyos, Freiin zu Stichsenstein (1920–2004)
      1. Marie Louise (* 1945) ⚭ Rudolf Graf und Herr von Schönburg-Glauchau (* 1932)
      2. Adalbert (* 1948) ⚭ Eva Maria Kudicke (* 1951)
        1. Alexander (* 1984)
        2. Christian (* 1986)
        3. Phillipp (* 1986)

  4. August Wilhelm von Preußen (1887–1949) ⚭ Alexandra Viktoria von Schleswig-Holstein-Sonderburg-Glücksburg (1887–1957), Tochter von Friedrich Ferdinand von Schleswig-Holstein-Sonderburg-Glücksburg (1855–1934)
    1. Alexander Ferdinand (1912–1985) ⚭ Irmgard Weygand (1912–2001)
      1. Stephan (1939–1993) ⚭ (I) Heide Schmidt (* 1939); ⚭ (II) Hannelore Maria Kerscher (* 1952)
        1. Stephanie (1966) ⚭ Amadi Mbaraka Bao (* 1958)

  5. Oskar von Preußen (1888–1958), 35. Herrenmeister des Johanniterordens ⚭ Ina von Bassewitz, Gräfin von Ruppin (1888–1973)
    1. Oskar (1915–1939), gefallen
    2. Burchard (1917–1988) ⚭ Eleonore Gräfin Fugger von Babenhausen (1925–1992)
    3. Herzeleide (1918–1989) ⚭ Karl Prinz Biron von Kurland (1907–1982)
    4. Wilhelm Karl Prinz von Preußen (1922–2007), 36. Herrenmeister des Johanniterordens ⚭ Armgard von Veltheim (1926–2019)
      1. Donata-Viktoria (* 1952)
      2. Wilhelm Karl jun. (* 1955)
      3. Oskar von Preußen (* 1959), 37. Herrenmeister des Johanniterordens ⚭ Auguste Zimmermann von Siefahrt (* 1962)
        1. Oskar (* 1993)
        2. Wilhelmine (* 1995)
        3. Albert (* 1998)

  6. Joachim von Preußen (1890–1920) ⚭ Marie Auguste von Anhalt (1898–1983), Tochter von Eduard (Anhalt) (1861–1918)
    1. Karl Franz Joseph von Preußen (1916–1975) ⚭ (I) Henriette Prinzessin von Schoenaich-Carolath (1918–1972); ⚭ (II) Luise Hartmann (1909–1961); ⚭ (III) Eva Maria Herrera (1922–1987)
      1. (I) Franz Wilhelm von Preußen (* 1943) ⚭ Maria Wladimirowna Romanowa (* 1953), Tochter von Wladimir Kirillowitsch Romanow (1917–1992), umstrittene russische Thronprätendentin, welche den Titel „Großfürstin von Russland“ führt und Anspruch auf die Führung des im nachfolgeberechtigten Mannesstamm ausgestorbenen Hauses Holstein-Gottorp-Romanow erhebt
        1. Georgi Michailowitsch Romanow (* 1981), erhielt von seiner Mutter den adelsrechtlich nicht anerkannten Titel „Großfürst von Russland“ ⚭ Rebecca Bettarini (* 1982), von seiner Mutter ist die Heirat als morganatisch anerkannt
          1. Alexander Georgievich (* 2022), erhielt von seiner Großmutter den adelsrechtlich nicht anerkannten morganatischen Titel „Fürst Romanow“

      2. (I) Friedrich Christian Ludwig (1943)
      3. (I) Franz-Friedrich Prinz von Preußen (* 1944) ⚭ (I) Gudrun Winkler (* 1949); (II) Susann Genske (* 1964)
        1. Christine (* 1968) ⚭ (I) Milos Kovacevic (* 1964); ⚭ (II) Thomas Kempkes (* 1965)

      4. (III) Alexandra (* 1960)
      5. (III) Désirée (* 1961)

  7. Viktoria Luise von Preußen (1892–1980) ⚭ Herzog Ernst August (Braunschweig) (1887–1953)

##### Linie Brandenburg-Bayreuth
1. Christian (Brandenburg-Bayreuth) (1581–1655) ⚭ Marie von Preußen (1579–1649), Tochter von Albrecht Friedrich von Preußen (1553–1618); → Vorfahren siehe oben, Linie Hohenzollern-Brandenburg
  1. Elisabeth Eleonore (1606)
  2. Georg Friedrich (1608)
  3. Anna Maria von Brandenburg-Bayreuth (1609–1680) ⚭ Fürst Johann Anton I. von Eggenberg (1610–1649)
  4. Agnes Sophie (1611)
  5. Magdalena Sibylle von Brandenburg-Bayreuth (1612–1687) ⚭ Kurfürst Johann Georg II. (Sachsen) (1613–1680)
  6. Christian Ernst (1613–1614)
  7. Erdmann August von Brandenburg-Bayreuth (1615–1651) ⚭ Sophie von Brandenburg-Ansbach (1614–1646), Tochter von Markgraf Joachim Ernst (Brandenburg-Ansbach) (1583–1625)
    1. Christian Ernst (Brandenburg-Bayreuth) (1644–1712), Generalfeldmarschall
      1. Christiane Eberhardine von Brandenburg-Bayreuth (1671–1727) ⚭ König August II. (Polen) (1670–1733)
      2. Georg Wilhelm (Brandenburg-Bayreuth) (1678–1726)

  8. Georg Albrecht von Brandenburg-Kulmbach (1619–1666) ⚭ (I) Maria Elisabeth von Holstein-Glücksburg (1628–1664); (II) Maria Sophie von Solms-Baruth (1626–1688)
    1. (I) Erdmann Philipp (1659–1678)
    2. (I) Christian Heinrich (Brandenburg-Kulmbach) (1661–1708) ⚭ Sophie Christiane von Wolfstein (1667–1737), Tochter von Graf Albrecht Friedrich von Wolfstein (1644–1693)
      1. Georg Friedrich Karl (Brandenburg-Bayreuth) (1688–1735) ⚭ Dorothea von Schleswig-Holstein-Sonderburg-Beck (1685–1761), Tochter von Herzog Friedrich Ludwig (Schleswig-Holstein-Sonderburg-Beck) (1653–1728), Generalfeldmarschall
        1. Sophie Christine Luise von Brandenburg-Bayreuth (1710–1739) ⚭ Fürst Alexander Ferdinand von Thurn und Taxis (1704–1773)
        2. Friedrich III. (Brandenburg-Bayreuth) (1711–1763) ⚭ Wilhelmine von Preußen (1709–1758), Tochter von König Friedrich Wilhelm I. (Preußen) (1688–1740)
          1. Elisabeth Friederike Sophie von Brandenburg-Bayreuth (1732–1780) ⚭ Herzog Carl Eugen (Württemberg) (1728–1793)

        3. Wilhelm Ernst (1712–1733)
        4. Sophie Charlotte von Brandenburg-Bayreuth (1713–1747) ⚭ Ernst August I. (Sachsen-Weimar-Eisenach) (1688–1748)
        5. Sophie Wilhelmine von Brandenburg-Kulmbach-Bayreuth (1714–1749) ⚭ Fürst Carl Edzard (1716–1744), Graf von Ostfriesland

      2. Albrecht Wolfgang von Brandenburg-Bayreuth (1689–1734), gefallen
      3. Dorothea Charlotte (1691–1712)
      4. Friedrich Emanuel (1692–1693)
      5. Christiane Henriette (1693–1695)
      6. Friedrich Wilhelm (1695)
      7. Christiane (1698)
      8. Christian August (1699–1700)
      9. Sophie Magdalene von Brandenburg-Kulmbach (1700–1770) ⚭ König Christian VI. (Dänemark und Norwegen) (1699–1746)
      10. Christine Wilhelmine (1702–1704)
      11. Friedrich Ernst von Brandenburg-Kulmbach (1703–1762) ⚭ Christiane Sophie von Braunschweig-Wolfenbüttel-Bevern (1717–1779), Tochter von Herzog Ernst Ferdinand (Braunschweig-Wolfenbüttel-Bevern) (1682–1746)
      12. Marie Eleonore (1704–1705)
      13. Sophie Karoline von Brandenburg-Kulmbach (1707–1764) ⚭ Fürst Georg Albrecht (Ostfriesland) (1690–1734)
      14. Friedrich Christian (Brandenburg-Bayreuth) (1708–1769) ⚭ Viktoria Charlotte von Anhalt-Bernburg-Schaumburg-Hoym (1715–1792), Tochter von Fürst Viktor I. Amadeus Adolf (Anhalt-Bernburg-Schaumburg-Hoym) (1693–1772); → Linie ausgestorben
        1. Christiane Sophie Charlotte von Brandenburg-Kulmbach (1733–1757) ⚭ Ernst Friedrich III. (Sachsen-Hildburghausen) (1727–1780)

    3. (I) Karl August (1663–1731), begraben in einer (22 Hohenzollern enthaltenden) Familiengruft in Neustadt an der Aisch[1]
    4. (II) Georg Albrecht von Brandenburg-Kulmbach (1666–1703)

  9. Friedrich Wilhelm (1620)

##### Linie Brandenburg-Ansbach
1. Joachim Ernst (Brandenburg-Ansbach) (1583–1625) ⚭ Sophie von Solms-Laubach (1594–1651), Tochter von Graf Johann Georg I. von Solms-Laubach (1547–1600); → Vorfahren siehe oben, Linie Hohenzollern-Brandenburg
  1. Sophie (1614–1646)
  2. Friedrich III. (Brandenburg-Ansbach) (1616–1634), gefallen
  3. Albrecht (1617)
  4. Albrecht II. (Brandenburg-Ansbach) (1620–1667) ⚭ (I) Henriette Luise von Württemberg-Mömpelgard (1623–1650), Tochter von Herzog Ludwig Friedrich von Württemberg-Mömpelgard; ⚭ (II) Sophie Margarete zu Oettingen-Oettingen (1634–1664), Tochter von  Graf Joachim Ernst von Oettingen-Oettingen; ⚭ (III) Christine von Baden-Durlach, Tochter von Markgraf Friedrich VI. von Baden-Durlach
    1. Sophie Elisabeth (1643–1643)
    2. Albertine Luise (1646–1670)
    3. Sophie Amalie (1649–1649)
    4. Luise Sophie (1652–1668)
    5. Johann Friedrich (Brandenburg-Ansbach) (1654–1686) ⚭ (I) Johanna Elisabeth von Brandenburg-Ansbach (1651–1680), Tochter von Markgraf Friedrich VI. von Baden-Durlach; ⚭ (II) Eleonore von Sachsen-Eisenach (1662–1696), Tochter von  Herzog Johann Georg I. von Sachsen-Eisenach
      1. Leopold Friedrich (1674–1676)
      2. Christian Albrecht (Brandenburg-Ansbach) (1675–1692)
      3. Dorothea Friederike von Brandenburg-Ansbach (1676–1731) ⚭ Johann Reinhard III. (Hanau) (1665–1736)
      4. Georg Friedrich II. (Brandenburg-Ansbach) (1678–1703), genannt „der Jüngere“
      5. Charlotte Sophie (1679–1680)
      6. Caroline von Brandenburg-Ansbach (1683–1737) ⚭ König Georg II. (Großbritannien) (1683–1760)
      7. Friedrich August (1685)
      8. Wilhelm Friedrich (Brandenburg-Ansbach) (1686–1723) ⚭ Christiane Charlotte von Württemberg (1694–1729), Tochter von Herzog Friedrich Karl (Württemberg-Winnental) (1652–1698)
        1. Karl Wilhelm Friedrich (Brandenburg-Ansbach) (1712–1757) ⚭ Friederike Luise von Ansbach (1714–1784), Tochter von König Friedrich Wilhelm I. (Preußen) (1688–1740)
          1. Karl (1733–1737)
          2. Karl Alexander (Brandenburg-Ansbach-Bayreuth) (1736–1806); → Linie ausgestorben

        2. Eleonore (1713–1714)
        3. Friedrich Karl (1715–1716)
        4. Joseph Friedrich (1723–1769)
          1. Karl Friedrich (1754–1785)

    6. Albrecht Ernst (1659–1674)
    7. Dorothea Charlotte von Brandenburg-Ansbach (1661–1705) ⚭ Ernst Ludwig (Hessen-Darmstadt, Landgraf) (1667–1739)
    8. Eleonore Juliane von Brandenburg-Ansbach (1663–1724) ⚭ Herzog Friedrich Karl (Württemberg-Winnental) (1652–1698)

  5. Christian (1623–1633)

## Die schwäbischen Hohenzollern

### Linie Hohenzollern-Zollern
1. Friedrich IV. (Zollern) (1188–1255), gen. mit dem Löwen, Burggraf von Nürnberg und Graf von Zollern ⚭ Elisabeth (1211–1255), Tochter von Friedrich, Graf von Abenberg; → Vorfahren siehe oben
  1. Friedrich V. (Zollern) († 1289), gen. der Erlauchte, Graf von Hohenzollern ⚭ Udilhild von Dillingen
    1. Friedrich VI. (Zollern) († 1298) gen. der Ritter, Graf von Hohenzollern ⚭ Kunigunde von Baden († 1310)
      1. Friedrich VII. (Zollern) († 1309) ⚭ Eufemia von Hohenberg († 1333)
        1. Fritzli
        2. Albrecht ⚭ Guta von Gutenstein
          1. Albrecht 1368

      2. Friedrich VIII. (Zollern) († 1333), gen. Ostertag ⚭ NN
        1. Fritzli 1335 († 1339)
        2. Friedrich IX. (Hohenzollern) (1333–1379), gen. der Ältere Schwarzgraf ⚭ Adelheid von Hohenberg-Nagold († nach 1385)
          1. Friedrich X. (Hohenzollern) († 1412), gen. der jüngere Schwarzgraf ⚭ Anna von Hohenberg-Wildberg
          2. Friedrich Ostertag (Tägli) († 1407/10)
          3. Adelheid († nach 1415) ⚭ Johann von Strahlenberg
          4. Anna († 1418), Klosterfrau Königsfeld
          5. Sophia († nach 1418), Klosterfrau Stetten

        3. Friedrich Ostertag († nach 1395), Universität Bologna, Chorherr Augsburg, Straßberg, Johanitterkomtur Villingen
        4. Friedrich der Straßburger († 1365), gen. der Straßburger ⚭ Margarethe von Hohenberg-Wildberg
          1. Friedrich XI. (Hohenzollern) (1368–1401), gen. der Ältere, Graf von Hohenzollern ⚭ Adelheid von Fürstenberg († 1413), Tochter von Graf Hugo von Fürstenberg
            1. Anna († 1418), Klosterfrau Stetten
            2. Friedrich († vor 1413), Mönch, Kloster Reichenau
            3. Friedrich III. von Zollern († 1436), Bischof Konstanz 1433–1436
            4. Friedrich, Kanoniker Straßburg 1402
            5. Friedrich XII. (Hohenzollern) (1401–1443), gen. der Öttinger, Graf von Hohenzollern ⚭ Anna von Sulz († 1443)
            6. Eitel Friedrich I. (Hohenzollern) (um 1384–1439) ⚭ Ursula von Razuns († 1477)
              1. Jobst Nikolaus I. (Hohenzollern) (1433–1488) ⚭ Agnes von Werdenberg-Heiligenberg (1434–1467)
                1. Friedrich II. von Zollern (1451–1505), Bischof von Augsburg
                2. Eitel Friedrich II. (Hohenzollern) (1452–1512) ⚭ Magdalena von Brandenburg (1460–1496), Tochter von Markgraf Friedrich der Jüngere (Brandenburg), gen. der Fette
                  1. Franz Wolfgang (Hohenzollern) (1484–1517), Graf von Hohenberg ⚭ Rosine von Baden (1487–1554), Tochter von Markgraf Christoph I. (Baden) (1453–1527)
                    1. Christoph Friedrich († 1535)
                    2. Joachim (Hohenzollern) († 1538)
                      1. Jobst Nikolaus II. (Hohenzollern) (1514–1558)

                    3. Elisabeth (1514–1573) ⚭ Johann Christoph I. de la Scala von Verona (1509–1544)

                  2. Maria (1488–1548) ⚭ Ludwig XV. (1486–1557), Graf von Öttingen-Öttingen
                  3. Eitel Friedrich III. (Hohenzollern) (1494–1525), Graf von Hohenzollern ⚭ Johanna von Witthem (1495–1536)
                    1. Karl I. von Hohenzollern (1516–1576) ⚭ Anna von Baden-Durlach (1512–1579), Tochter von Ernst (Baden-Durlach) (1482–1553)
                      1. Ferfried (1538–1556)
                      2. Ernst (1539–1539)
                      3. Jacob (1543)
                      4. Marie (1544–1611)
                      5. Eitel Friedrich IV. (Hohenzollern) (1545–1605); → Nachfahren siehe unten, Hohenzollern-Hechingen
                      6. Karl II. (Hohenzollern-Sigmaringen) (1547–1606), Graf von Hohenzollern-Sigmaringen ⚭ (I) Euphorosyne von Öttingen-Wallerstein; ⚭ (II) Elisabeth von Cuyienburg; → Nachfahren siehe unten, Linie Hohenzollern-Sigmaringen
                      7. Johanna (1548–1604) ⚭ Graf Wilhelm von Oettingen († 1602)
                      8. Marie Jakobe (1549–1578) ⚭ Graf Leonhard von Harrach († 1597)
                      9. Eleonore (1551–1598)
                      10. Christoph (Hohenzollern-Haigerloch) (1552–1592) ⚭ Katharina von Welsperg († 1608), Tochter von Freiherr Christoph von Welsperg; – Linie Hohenzollern-Haigerloch
                        1. Johann Christoph (Hohenzollern-Haigerloch) (1586–1620) ⚭ Marie von Hohenzollern-Sigmaringen (1592–1658), Tochter von Graf Karl II. (Hohenzollern-Sigmaringen) (1547–1606)
                        2. Karl (Hohenzollern-Haigerloch) (1588–1634) ⚭ Rosamunde von Ortenburg († 1636)

                      11. Magdalene (1553–1571)
                      12. Joachim von Zollern (1554–1587) ⚭ (1578) Gräfin Anna von Hohnstein (1555–1620)
                        1. Johann Georg (1580–1622), Graf von Zollern, Herr zu Königsberg-Kynau ⚭ (I.) 1606 Freiin Eleonore von Promnitz (1576–1611) ⚭ (II.) 1613 Freiin Katharina Berka von Duba und Leipa († 1633)
                          1. Anna Ursula (1607–1667) ⚭ Johann Bernhard II von Maltzan, Freiherr von Wartenberg
                          2. Helena (1615-) ⚭ Johann Karl, Freiherr von Fünfkirchen († 1643/1645)
                          3. Anna Katharina (1618–1670) (verlobt 1636 mit Eberhard Freiherr von Manteuffel-Szoege (1590–1637)), ⚭ 1640 Moritz August, Freiherr von Rochow (1609–1653) ⚭ 1659 Heinrich Christoph von Hochberg-Rohnstock († 1675)

                      13. Christine (* 1555)
                      14. Amalie (1557–1603)
                      15. Kunigunde (1558–1595)

                3. Eitel Friedrich von Zollern (1454–1490), holländischer Admiral
                4. Friedrich Albrecht († 1483), gefallen vor Utrecht
                5. Friedrich Johann († 1483), gefallen in der Schlacht von Dendermonde
                6. Helena von Hohenzollern (1462–1514) ⚭ Johann II. von Waldburg-Wolfegg († 1511)

          2. Friedrich Ostertag († 1399),
          3. Friedrich († 1408/10), Chorherr Straßburg
          4. Margarethe ⚭ Gebhard von Rechberg († nach 1433) (zwei weitere Ehen)
          5. Anna ⚭ Albrecht von Rechberg

      3. Friedrich (1298–1356/61), Viztum Augsburg, Kirchherr zu Pfullingen, Herr zu Haimburg
      4. Kunigunde († 1380/84), Äbtissin Lichtental
      5. Sophia, 1300 Klosterfrau Stetten

    2. Friedrich (1266–nach 1306), Domherr Augsburg, 1293 Elekt in Konstanz
    3. Adelheid († nach 1302) ⚭ Heinrich von Geroldseck
    4. Williburgis († nach 1300), Nonne in Stetten
    5. Friedrich I. (Zollern-Schalksburg) (IX.) der Jüngere (1267–1302/09), Graf von Hohenzollern-Schalksburg ⚭ Udalhild (1262–1326), Tochter von Diephold, Graf von Aichelberg-Merkenberg → Nachfahren siehe unten, Linie Hohenzollern-Schalksburg

#### Linie Hohenzollern-Schalksburg
1. Friedrich I. (Zollern-Schalksburg) (IX.) der Jüngere (1267–1302/09), Graf von Hohenzollern-Schalksburg ⚭ Udalhild (1262–1326), Tochter von Diephold, Graf von Aichelberg-Merkenberg; → Vorfahren siehe oben, Linie Hohenzollern-Zollern
  1. Friedrich II. der jüngere Merkenberger († vor April 1318) ⚭ Agnes v. Nellenburg († nach 1325)
    1. Friedrich III. der alte Ritter (* 1319, † nach 1378) ⚭ Sophia v. Schlüsselberg († nach 1360)
      1. Friedrich IV. der junge Ritter (* 1354, † 1377) (Schlacht bei Reutlingen) ⚭ Mechthild v. Vaihingen († vor 1381)
      2. Friedrich V. Mülli (* 1369, † 1408) ⚭ Verena v. Kyburg († nach 1411)
        1. Friedrich VI. († 1403) (starb vor seinem Vater, der die Herrschaft in diesem Jahr an Württemberg verkaufte)
        2. Sophia (* 1397, † nach 1435) ⚭ Caspar von Fronhofen

      3. Friedrich (* 1382, † nach 1416), Deutschherr
      4. Friedrich († 1427), Weissgraf, Rektor Burgfelden, Abt Reichenau
      5. Friedrich († nach 1383), Schwarzgraf, Konventual St. Gallen
      6. Luitgard, 1380/87 Nonne im Kloster Stetten
      7. Beatrix, 1380/87 Nonne im Kloster Stetten
      8. Sophia ⚭ Heinrich von Fürstenberg 1372
      9. Agnes († 1398) ⚭ Swigger von Gundelfingen († 1377 Schlacht bei Reutlingen)

    2. Friedrich Chorherr Augsburg († vor 1376), Kirchherr Balingen und Burgfelden
    3. Agnes Klosterfrau in Stetten († nach 1356)
    4. Udihild († nach 1368) ⚭ Heinrich von Veringen († 1366)

  2. Udihild († nach 1349) ⚭ Albert von Hals († 1334)

#### Linie Hohenzollern-Hechingen
1. Eitel Friedrich IV. (Hohenzollern) (1545–1605); → Vorfahren siehe oben, Linie Hohenzollern-Zollern
  1. Johann Georg (Hohenzollern-Hechingen) (1577–1623) ⚭ Franziska von Salm (um 1579–1619), Tochter von Graf Friedrich von Salm (1546–1608)
    1. Karl (1599)
    2. Eitel Friedrich II. (Hohenzollern-Hechingen) (1601–1661) ⚭ Elisabeth van Berg-s'Heerenberg (1613–1671), Tochter von Graf Heinrich van Berg-'s-Heerenberg
      1. (Sohn) (1632)
      2. Franziska von Hohenzollern-Hechingen (1642–1698) ⚭ Comte Frédéric Maurice de La Tour d’Auvergne (1642–1707), Sohn von Frédéric-Maurice de La Tour d’Auvergne (1605–1652)

    3. Johann Friedrich (1602)
    4. Sybille (1604–1621) ⚭ Ernst von der Marck, Graf von Schleiden (1590–1654)
    5. Anna Marie (1605–1652) ⚭ Egon VIII. (Fürstenberg-Heiligenberg) (1588–1635), bayerischer Generalfeldzeugmeister
    6. Marie Renate (um 1606–1637)
    7. Georg Friedrich (* 1607)
    8. Leopold Friedrich (1608–1659)
    9. Katharina Ursula von Hohenzollern-Hechingen (1610–1640) ⚭ Markgraf Wilhelm (Baden-Baden) (1593–1677)
    10. Marie Domina (* um 1610)
    11. Franziska (* um 1611)
    12. Maximiliane (* um 1613)
    13. Marie Anna (um 1614–1670)
    14. Philipp (Hohenzollern-Hechingen) (1616–1671) ⚭ Marie Sidonie von Baden (1635–1686), Tochter von Hermann Fortunat (1595–1665)
      1. Friedrich Wilhelm (Hohenzollern-Hechingen) (1663–1735)
        1. Friedrich Ludwig (Hohenzollern-Hechingen) (1688–1750)
        2. Ludovica (1689/90–1720) ⚭ Fürst Franz Anton von Lamberg (1678–1759)
        3. Charlotte (1692)
        4. Christine (1694/95–1754)
        5. Friedrich Karl (1696/97)
        6. Sophie (1697/98–1754)
        7. Eberhard (1711–1726)
        8. Marie Maximiliane (1712/13–1743)

      2. Hermann Friedrich von Hohenzollern-Hechingen (1665–1733), Generalfeldmarschall
        1. Eleonore (1705–1762), Stiftsdame in Hall in Tirol
        2. Maria Christina (1715–1749) ⚭ Johann Joseph Anton Graf von Thun und Hohenstein (1711–1788), Sohn von Johann Franz von Thun und Hohenstein (1686–1720)
        3. Sophie (1716)
        4. Josef Friedrich Wilhelm (Hohenzollern-Hechingen) (1717–1798)
          1. Maria Antonia Anna von Hohenzollern-Hechingen (1760–1797) ⚭ Fürst Joseph (Fürstenberg-Fürstenberg) (1758–1796)

        5. Hermann Friedrich (1719–1724)
        6. Franz Xaver von Hohenzollern-Hechingen (1720–1765), Feldmarschalleutnant ⚭ Anna von Hoensbroech (1729–1798), Tochter von Graf Hermann Otto von und zu Hoensbroech
          1. Hermann (1748)
          2. Hermann (Hohenzollern-Hechingen) (1751–1810)
            1. Luise (1774–1846)
            2. Friedrich (Hohenzollern-Hechingen) (1776–1838) ⚭ Luise Pauline Maria von Biron (1782–1845), Tochter von Peter von Biron (1724–1800), Herzog von Kurland
              1. Konstantin (Hohenzollern-Hechingen) (1801–1869) ⚭ Eugénie de Beauharnais (1808–1847), Tochter von Eugène de Beauharnais (1781–1824)

            3. Antonia (1781–1831) ⚭ Graf Friedrich Ludwig von Waldburg-Capustigall (1776–1844)
            4. Therese (1784)
            5. Therese (1786–1810)
            6. Maximiliane (1787–1865)
            7. Josephine (1790–1856) ⚭ László Festetics von Tolna (1785–1846), Sohn von György Festetics von Tolna (1755–1819)

          3. Maria Anna J. (1755)
          4. Friedrich Franz Xaver von Hohenzollern-Hechingen (1757–1844) ⚭ Therese von Wildenstein (1763–1835)
            1. Friedrich (1790–1847) ⚭ Karoline von Hohenzollern-Sigmaringen (1810–1885), Tochter von Karl (Hohenzollern-Sigmaringen) (1785–1853)

          5. Felizitas Therese (1763–1834)

        7. Maria Anna (1722–1806)
        8. Amadeus (1724–1753)
        9. Friedrich Anton von Hohenzollern-Hechingen (1726–1812) ⚭ Ernestine-Josepha von Sobeck-Kornitz (1753–1825)
          1. Franz Joseph (1775)
          2. Joseph von Hohenzollern-Hechingen (1776–1836), Fürstbischof von Ermland
          3. Hermann von Hohenzollern-Hechingen (1777–1827), preußischer Generalmajor ⚭ Karoline von Weiher (1779–1860)
            1. Karoline (1807–1807)
            2. Maria (1808–1888)

          4. Antonia (1778–1780)
          5. Friedrich (1779)
          6. Johann Karl II. (1782–1829)

        10. Josepha (1728–1801) ⚭ Fürst Franz Wenzel von Clary und Aldringen (1705/06–1788)
        11. Sidonie (1729–1815) ⚭ Fürst Franz U. Kinsky von Wchinitz und Tettau (1726–1792)
        12. Meinrad (1730–1823)
        13. Karl von Hohenzollern-Hechingen (1732–1803), Fürstbischof von Ermland

      3. Leopold (1666–1684), gefallen
      4. Philipp (1667)
      5. Maria Margarete (1668)
      6. Karl (1669)
      7. Sidonia (1670–1687)
      8. Franz Karl (1671)

  2. Johanna (1581–1634) ⚭ Johann (Hohenzollern-Sigmaringen) (1578–1638)

#### Linie Hohenzollern-Sigmaringen (von Johann bis Karl Anton)
1. Karl II. (Hohenzollern-Sigmaringen) (1547–1606), Graf von Hohenzollern-Sigmaringen ⚭ (I) Euphorosyne von Öttingen-Wallerstein; ⚭ (II) Elisabeth von Cuyienburg; → Vorfahren siehe oben, Linie Hohenzollern-Zollern
  1. (I) Ferdinand (1571)
  2. (I) Anna Marie (1573–1598) ⚭ Markus Fugger, Herr zu Kirchberg und Weissenhorn, zu Kirchheim (1564–1614)
  3. (I) Marie Magdalene (1574–1582)
  4. (I) Barbara Marie (1575–1577)
  5. (I) Jakobe (1577–1650) ⚭ Heinrich Truchsess von Waldburg zu Wolfegg (1568–1637)
  6. (I) Johann (Hohenzollern-Sigmaringen) (1578–1638) ⚭ Johanna von Hohenzollern-Hechingen (1581–1634), Tochter von Eitel Friedrich IV. (Hohenzollern) (1545–1605)
    1. Meinrad I. (Hohenzollern-Sigmaringen) (1605–1681) ⚭ Anna Marie von Toerring-Seefeld (1613–1682)
      1. Maximilian (Hohenzollern-Sigmaringen) (1636–1689) ⚭ Maria Clara von Berg-s’Heerenberg (1635–1715), Tochter von Graf Albrecht von Berg-s'Heerenberg (1607–1656)
        1. Anna Maria (1666–1668)
        2. Maria Magdalena Klara (1668–1725), Nonne im Kloster Gnadenthal
        3. Maria Theresia Cleopha (1669–1731), Nonne in Buchau
        4. Meinrad II. (Hohenzollern-Sigmaringen) (1673–1715) ⚭ Johanna Katharina von Montfort (1678–1759), Tochter von Graf Anton II. von Montfort (1635–1706)
          1. Joseph Friedrich Ernst (Hohenzollern-Sigmaringen) (1702–1769) ⚭ (I) Marie von Öttingen-Spielberg (1703–1737); ⚭ (II) Judith von Closen (1718–1743); ⚭ (III) Theresia von Waldburg-Trauchberg (1696–1761)
            1. (I) Karl Friedrich (Hohenzollern-Sigmaringen) (1724–1785) ⚭ Johanna von Hohenzollern-Berg (1727–1787), Tochter von Franz Wilhelm von Hohenzollern-Berg (1704–1737)
              1. Friedrich (1750)
              2. Johann (1751)
              3. Anton (1752)
              4. Fidelis (1752–1753)
              5. Marie (1754–1755)
              6. Joachim (1755–1756)
              7. Joseph (1758–1759)
              8. Franz (1761–1762)
              9. Anton Aloys (Hohenzollern-Sigmaringen) (1762–1831) ⚭ Amalie Zephyrine von Salm-Kyrburg (1760–1841), Tochter von Fürst Philipp Joseph zu Salm-Kyrburg (1709–1779)
                1. Karl (Hohenzollern-Sigmaringen) (1785–1853) ⚭ (I) Antoinette Murat (1793–1847), Tochter des Pierre Murat (1748–1792); (II) Katharina von Hohenlohe-Waldenburg-Schillingsfürst (1817–1893), Tochter von Fürst Karl Albrecht von Hohenlohe-Waldenburg-Schillingsfürst
                  1. Karoline (1810–1885) ⚭ Friedrich Franz Anton von Hohenzollern-Hechingen (1790–1847)
                  2. Karl Anton (Hohenzollern) (1811–1885), preuß. Ministerpräsident ⚭ Josephine von Baden (1813–1900), Tochter von Großherzog Karl Ludwig Friedrich (Baden) (1786–1818); → Nachfahren siehe unten
                  3. Amalie Antoinette (1815–1841) ⚭ Eduard von Sachsen-Altenburg (1804–1852)
                  4. Friederike von Hohenzollern-Sigmaringen (1820–1906) ⚭ Joachim Napoleon Pepoli (1825–1881)

              10. Karoline (1763)
              11. Johanna Franziska von Hohenzollern-Sigmaringen (1765–1790) ⚭ Friedrich III. (Salm-Kyrburg) (1745–1794)
              12. Maria Kreszentia (1766–1844) ⚭ Franz Xaver Nikolaus Fischler von Treuberg (1770–1835)

            2. (I) Marie
            3. (I) Amalie
            4. (I) Meinrad
            5. (I) Marie Anna
            6. (II) Karl Albert
            7. (II) Amalie
            8. (II) Theresia

          2. Maria Anna (1707–1783)
          3. Franz Wilhelm von Hohenzollern-Berg (1704–1737) ⚭ Marie Katharina von Waldburg-Zeil (1702–1739)
            1. Johanna von Hohenzollern-Berg (1727–1787) ⚭ Karl Friedrich (Hohenzollern-Sigmaringen) (1724–1785)
            2. Johann Baptist († 1781)

          4. Karl Wolfgang (1708–1709)

        5. Franz Albert Oswald (1676–1748), Domherr in Köln
        6. Franz Heinrich (1678–1731), Domherr in Köln und Augsburg
        7. Karl Anton (1679–1684)
        8. Anton Sidonius (1681–1719), gefallen ⚭ Maria Josepha von Verdenberg und Namiest (1687–1745)
        9. Johann Franz Anton (1683–1733), gefallen
        10. Maximilian Froben Maria (1685–1734), Mönch
        11. Karl (1687–1689)
        12. Friederike Christiane Maria (1688–1745) ⚭ Graf Sebastian von Montfort-Tettnang (1684–1728)

      2. Johann Karl
      3. Marie Johanna
      4. Meinrad
      5. Christof
      6. Marie Magdalene
      7. Ignaz
      8. Marie Menodora
      9. Marie Katharina
      10. Marie Theresia
      11. Johann Meinrad
      12. Marie Franziska
      13. Johann Felix
      14. Anna-Marie
      15. Franz Anton (Hohenzollern-Haigerloch) (1657–1702) ⚭ Maria Anna von Königsegg-Aulendorf
        1. Ferdinand Leopold von Hohenzollern-Sigmaringen (1692–1750)
        2. Anna (1694–1731/32)
        3. Maria Franziska (1697–1767)
        4. Franz Christoph Anton von Hohenzollern-Sigmaringen (1699–1767)

    2. Marie
    3. Euphrosyne
    4. Sibille

  7. (I) Karl (1579–1585)
  8. (I) Euphrosyne (1580–1582)
  9. (I) Eitel Friedrich von Hohenzollern (1582–1625), Bischof von Osnabrück
  10. (I) Maria Maximiliane (1583–1649) ⚭ (I) Joachim Ulrich von Neuhaus (1579–1604); ⚭ (II) Adam II. von Sternberg († 1623)
  11. (I) Ernst Georg (1585–1625) ⚭ Marie Jakobe von Raitenau († 1663)
    1. Maria Renata (1612–1648) ⚭ Hans Christof von Schellenberg († 1692)
    2. Isabella Polyxena († 1635), Nonne in Buchau

  12. (I) Marie Eleonore (1586–1668) ⚭ Johann IV. Fugger, Graf zu Kirchberg und Weissenhorn (1583–1633)
  13. (I) Marie Sabine (1587–1590)
  14. (I) Jakob Friedrich (1589)
  15. (I) Marie (1590–† jung)
  16. (II) Elisabeth (1592–1659) ⚭ (I) Graf Johann Christoph (Hohenzollern-Haigerloch) (1586–1620); ⚭ (II) Karl Ludwig, Graf von Sulz, Landgraf in Klettgau (1595–1648)
  17. (II) Georg Friedrich (1593)
  18. (II) Marie Salome (1595)
  19. (II) Marie Juliane (1596–1669)
  20. (II) Philipp Eusebius (1597–1601)
  21. (II) Christian (1598)
  22. (II) Marie Cleopha (1599–1685) ⚭ (I) Graf Johann Jakob von Bronckhorst-Batenburg (1582–1630); ⚭ (II) Fürst Philipp Karl (Arenberg) (1587–1640)
  23. (II) Maria Christiane (1600–1634)
  24. (II) Marie Katharine (1601–1602)
  25. (II) Marie Amalie (* 1603)

##### Linie Hohenzollern-Sigmaringen (von Karl Anton an)
1. Karl Anton (Hohenzollern) (1811–1885), preuß. Ministerpräsident ⚭ Josephine von Baden (1813–1900), Tochter von Großherzog Karl Ludwig Friedrich (Baden) (1786–1818); → Vorfahren siehe oben
  1. Leopold von Hohenzollern (1835–1905) ⚭ Antonia Maria von Portugal (1845–1913), Tochter von Königin Maria II. (Portugal) (1819–1853)
    1. Wilhelm von Hohenzollern (1864–1927) ⚭ (I) Maria Theresia von Bourbon-Sizilien, Tochter von Ludwig von Neapel-Sizilien (1838–1886); ⚭ (II) Adelgunde von Bayern (1870–1958), Tochter von König Ludwig III. (Bayern) (1845–1921)
      1. Auguste Viktoria von Hohenzollern (1890–1966) ⚭ König Manuel II. (Portugal) (1889–1932)
      2. Friedrich von Hohenzollern (1891–1965) ⚭ Margarete von Sachsen (1900–1962), Tochter von König Friedrich August III. (Sachsen) (1865–1932)
        1. Maria Antonia Benedikta Mathilde Anna (1921–2011) ⚭ Heinrich Graf von Waldburg zu Wolfegg und Waldsee (1911–1972)
        2. Maria Adelgunde Alice Luise Josephine (1921–2006) ⚭ (I) Konstantin Prinz von Bayern (1920–1969); ⚭ (II) Werner Hess (1907–2002); ⚭ (III) Hans Huber (1909–2007)
        3. Maria Theresia Ludovika Cecilie Zita Elisabeth Hilda Agnes (1922–2004)
        4. Friedrich Wilhelm von Hohenzollern (1924–2010) ⚭ Margarita zu Leiningen (1932–1996), Tochter von Fürst Friedrich Karl Eduard Erwin VI. zu Leiningen (1898–1946)
          1. Karl Friedrich von Hohenzollern (* 1952) ⚭ (I) Alexandra Schenk von Stauffenberg (* 1960), Tochter von Clemens Anton von Stauffenberg; ⚭ (II) Katharina de Zomer (* 1959)
            1. (I) Alexander Friedrich Antonius Johannes (* 1987)
            2. (I) Philippa Marie Carolina Isabelle (* 1988)
            3. (I) Flaminia Pia Eilika Stephanie (* 1992)
            4. (I) Antonia Elisabeth Georgina Tatiana (* 1995)

          2. Albrecht Johannes Hermann Meinrad Stephan (* 1954) ⚭ Nathalie Olivia Viets-Rocabado (* 1970)
            1. Josephine Marie Isabelle Sophia Margarete (* 2002)
            2. Eugenia Bernadette Maria Theresia Esperanza (* 2005)

          3. Ferdinand Maria Fidelis Leopold Meinrad Valentin von Hohenzollern (* 1960) ⚭ Ilona Kálnoky von Kőröspatak (* 1968)
            1. Aloys Maria Friedrich Karl (* 1999)
            2. Fidelis Maria Anton Alexis Hans (* 2001)
            3. Victoria Margaritta Sieglinde Johanna Isabella Maria (* 2004)

        5. Franz Josef Hubertus Maria Meinrad Michael (1926–1996) ⚭ (I) Maria Ferdinande Prinzessin von Thurn und Taxis (1927–2018); ⚭ (II) Diane Marguerite von Bourbon-Parma (1932–2009)
          1. Alexander (* 1957)

        6. Johann Georg von Hohenzollern (1932–2016) ⚭ Birgitta Ingeborg Alice von Schweden (1937–2024), Tochter von Gustav Adolf Erbprinz von Schweden (1906–1947)
          1. Carl Christian Friedrich Johannes Meinrad Maria Hubertus Edmund (* 1962) ⚭ Nicole Neschitsch (* 1968)
            1. Nicolas Johann Georg Maria (* 1999)

          2. Désirée Margaretha Victoria Sibylla Katharina Maria (* 1963) ⚭ (I) Heinrich von Ortenburg (* 1956); ⚭ (II) Eckbert von Bohlen und Halbach (* 1956)
            1. (I) Carl-Theodor Georg Philipp Maria (* 1992)
            2. (I) Frederik Hubertus Ferdinand Maria (* 1995)
            3. (I) Carolina Maria Franziska Christina Stephanie (* 1997)

          3. Hubertus Gustav Adolf Veit Georg Meinrad Maria Alexander (* 1966) ⚭ Ute Maria König (* 1964)
            1. Lennart Carl Christian (2001)
            2. Vivianne (* 2009)

        7. Ferfried Prinz von Hohenzollern (1943–2022) ⚭ (I) Angela von Morgen (1941–2019); ⚭ (II) Eliane Etter (* 1947); ⚭ (III) Maja Synke Meinert (* 1971)
          1. (I) Valerie-Alexandra Henriette Margarethe (* 1969) ⚭ Peter Brenske (* 1955)
          2. (I) Stefanie Michaela Sigrid Birgitta (* 1971) ⚭ (I) Hieronymus Graf Wolff Metternich zur Gracht (* 1955); ⚭ (II) Martin Haag (* 1960)
          3. (II) Henriette Annabelle Gabrielle Adrienne (* 1978) ⚭ Alexander Burkardt (* 1976)
          4. (II) Moritz Johannes Axel Peter Meinrad (* 1980) ⚭ Heidi Rodriguez Penuela (* 1975)

      3. Franz Joseph von Hohenzollern-Emden (1891–1964) ⚭ Alix von Sachsen (1901–1990), Tochter von König Friedrich August III. (Sachsen) (1865–1932)
        1. Karl Anton (1922–1993) ⚭ Alexandra Afif (1919–1996)
        2. Meinrad Leopold (1925–2009) ⚭ Edina von Kap-Herr (* 1938)
          1. Stephanie-Antoinette (* 1974) ⚭ Sebastian Exner (* 1977)

        3. Maria Margarethe (1928–2006) ⚭ Carl Gregor Herzog zu Mecklenburg-Strelitz (1933–2018)
        4. Emanuel Joseph (1929–1999) ⚭ Katharina von Sachsen-Weimar-Eisenach (* 1943), Tochter von Bernhard Friedrich von Sachsen-Weimar-Eisenach (1917–1986) (Wettiner)
          1. Eugenia (* 1969) ⚭ Alexander Sautter (* 1966)
          2. Carl Alexander (* 1970) ⚭ (I) Angela Stölzle (* 1942); ⚭ (II) Azlet Temurowski (* 1983); ⚭ (III) Corinna Lello da Costa (* 1990)

    2. Ferdinand I. (Rumänien) (1865–1927) ⚭ Marie von Edinburgh (1875–1938), Tochter von Alfred (Sachsen-Coburg und Gotha) (1844–1900)
      1. Karl II. (Rumänien) (1893–1953) ⚭ (I) Ioana Lambrino (1898–1953); ⚭ (II) Elena von Griechenland (1896–1982), Tochter von König Konstantin I. (Griechenland) (1868–1923); ⚭ (III) Magda Lupescu (1896–1977)
        1. (I) Mircea Gregor Karl Hohenzollern (1920–2006) ⚭ (I) Helen Henriette Nagavitzin (1925–1998); ⚭ (II) Thelma Williams (1930–1988); ⚭ (III) Antonia Colville (1939–2007)
          1. (I) Paul Philip Hohenzollern (* 1948) ⚭ Lia Georgia Triff (* 1949)
            1. Karl Ferdinand Hohenzollern (* 2010)

          2. (II) Johann Georg Nikolaus Alexander (* 1961)

        2. (II) Michael I. (Rumänien) (1921–2017) ⚭ Anna von Bourbon-Parma (1923–2016), Tochter von Prinz Renato von Bourbon-Parma (1894–1962)
          1. Margarita (* 1949) ⚭ Radu Duda (* 1960)
          2. Helen (* 1950) ⚭ (I) Robin Medforth-Mills (1942–2002); ⚭ (II) Alexander Phillips (* 1964)
          3. Irina (* 1953) ⚭ (I) John Kreuger (* 1945); ⚭ (II) John Walker (* 1945)
          4. Sophie (* 1957) ⚭ Alain Biarneix (* 1957)
          5. Maria (* 1964) ⚭ Casimir Mystkowski (* 1958)

      2. Elisabeth von Rumänien (1894–1956) ⚭ König Georg II. (Griechenland) (1890–1947)
      3. Maria von Rumänien (1900–1961) ⚭ König Alexander I. (Jugoslawien) (1888–1934)
      4. Nikolaus von Rumänien (1903–1978) ⚭ (I) Joanna Dumitrescu (1902–1963); ⚭ (II) Thereza de Mello (1913–1997)
      5. Ileana von Rumänien (1909–1991) ⚭ (I) Anton von Österreich-Toskana (1901–1987); ⚭ (II) Stefan Issarescu (1906–2002)
      6. Mircea (1913–1916)

    3. Karl Anton von Hohenzollern (1868–1919) ⚭ Josephine Caroline von Belgien (1872–1958), Tochter von Philipp von Belgien (1837–1905)
      1. Stephanie (1895–1975) ⚭ Joseph-Ernst Fugger von Glött (1895–1981)
      2. Marie Antoinette (1896–1965) ⚭ Egon Eyrl von und zu Waldgries und Liebenaich (1892–1981)
      3. Albrecht Prinz von Hohenzollern (1898–1977) ⚭ Ilse Margot von Friedeburg (1901–1988), Tochter von Friedrich von Friedeburg (1866–1933), preuß. General
        1. Josephine (1922–2006) ⚭ Graf Harald von Posadowsky-Wehner (1910–1990)
        2. Luise Dorothea (1924–1988) ⚭ Egbert Reichsgraf von Plettenberg (1917–1995)
        3. Rose Margot (1930–2005) ⚭ Edgar Pfersdorf (1920–1997)
        4. Maria (1935)
        5. Godehard Friedrich (1939–2001) ⚭ Heide Hansen (* 1943)
          1. Carlos (1978–2018)
          2. Anna (* 1983) ⚭ Roman Goldschmidt (* 1973)

  2. Stephanie von Hohenzollern (1837–1859) ⚭ König Peter V. (Portugal) (1837–1861)
  3. Karl I. (Rumänien) (1839–1914), König von Rumänien ⚭ Elisabeth zu Wied (1843–1916), gen. Carmen Sylva, Tochter von Fürst Hermann zu Wied (1814–1864)
    1. Maria (1870–1874)

  4. Anton von Hohenzollern-Sigmaringen (1841–1866), gefallen
  5. Friedrich von Hohenzollern-Sigmaringen (1843–1904) ⚭ Louisa von Thurn und Taxis (1859–1948), Tochter von Maximilian Anton von Thurn und Taxis (1831–1867)
  6. Maria Luise von Hohenzollern-Sigmaringen (1845–1912) ⚭ Philipp von Belgien (1837–1905)